# Elger Esser
Pour les articles homonymes, voir Esser.
Elger Esser, né le 11 mai 1967 à Stuttgart en Allemagne, est un photographe allemand.

## Biographie
Elger Esser est le fils d'une mère française et d'un père allemand. Il grandit à Rome (pendant 17 ans) et passe également du temps en France notamment sur la côte atlantique. Il fait ses études de 1991 à 1997 à l'Académie des beaux-arts de Düsseldorf auprès de Bernd Becher. Il enseigne également à l'École de Photographie de Düsseldorf (Düsseldorfer Fotoschule) où se trouve son atelier dans le quartier rénové du port.
Son travail s'attache aux paysages étrangers à son pays — désolés ou industriels, « paysages de l'âme » souvent en rapport avec l'eau, réinvestissant un nouveau romantisme allemand — et au passage du temps sur ceux-ci. Techniquement, il utilise des temps d'exposition longs, jouant sur les tons chaleureux et sépia ou noir et blanc (par héliogravure), rappelant par certains aspects les cartes postales du début du XXe siècle dont il est un grand collectionneur.

## Principales expositions individuelles
- 1999 : Galerie Sonnabend, New York
- 2008 : Französische Landschaften 1990–2008, lors de FO.KU.S – Foto Kunst Stadtforum, Innsbruck
- 2009 : Eigenzeit, au Kunstmuseum Stuttgart
- 2010 : Musée d'art moderne d'Arnhem
- 2011 : Lichte Weite, au Rheinisches Landesmuseum de Bonn
- 2012 : Stille Wellen, Landesmuseum für Kunst und Kulturgeschichte de Basse-Saxe
- 2017 : La Nouvelle Photographie de Düsseldorf, curator Robert Fleck. Galerie RX, Paris

## Prix et distinctions
- 1998 : Deutscher Akademischer Austauschdienst-Reisestipendium section « Italie ».
- 2010 : Rheinischer Kunstpreis[2]

## Ouvrages
- Nach Italien en collaboration avec Manfred Esser, Kehrer, Heidelberg 2000,  (ISBN 978-3-93325720-8).
- Veduten und Landschaften 1996–2000, Schirmer/Mosel, Munich, 2000,  (ISBN 978-3-88814-936-8).
- Cap d'Antifer-Étretat, Schirmer/Mosel, Munich 2002,  (ISBN 978-3-8296-0047-7).
- Ansichten / Views / Vues: Bilder aus einem Archiv. Pictures from the Archive 2004–2008, Schirmer/Mosel, Munich 2008,  (ISBN 978-3-8296-0357-7).
- Eigenzeit, Schirmer/Mosel, Munich 2009,  (ISBN 978-3-8296-0418-5).